# Forestia (dierentuin)
Forestia, oorspronkelijk bekend als Parc à Gibier de La Reid, is een dierentuin in La Reid, een deelgemeente van Theux in de provincie Luik, arrondissement Verviers in België. 
De dierentuin valt te typeren als een wildpark en richt zich hoofdzakelijk op Europese fauna, zoals herten, wilde zwijnen, bruine beren, wolven, lynx en gemzen. Het park houdt echter ook enkele gedomesticeerde en niet-Europese diersoorten, waaronder zwarte beren, bizons, jaks en lama's.
Naast de dieren is in het park ook een avonturenparcours te vinden waar klimroutes door de boomtoppen zijn uitgezet.